# Ԋ
Komi Nje (Ԋ ԋ, chữ nghiêng: Ԋ ԋ) là một chữ cái trong bảng chữ cái Molodtsov, một biến thể của bảng chữ cái Kirin. Nó chỉ được sử dụng trong chữ viết của tiếng Komi vào những năm 1920.
Hình thức của nó tương tự như chữ Latinh Hwair (Ƕ ƕ), nhưng dạng chữ thường là phiên bản nhỏ của chữ in hoa. Komi Nje đại diện cho âm /ɲ/, hơi giống cách phát âm của ⟨ni⟩ trong "onion". Nó tương ứng với chữ Kirin Nje (Њ њ), và chữ ghép Latinh Nj (Nj nj) được sử dụng trong tiếng Croatia và tiếng Serbia.

## Các chữ cái liên quan và các ký tự tương tự khác
- Н н: Chữ Kirin En
- Њ њ: Chữ Kirin Nje
- Ƕ ƕ: Chữ Latinh Hwair, một chữ cái Latinh có hình dạng tương đồng ở dạng chữ hoa

## Mã máy tính
| Kí tự               | Ԋ                                | Ԋ                                | ԋ                              | ԋ                              |
| ------------------- | -------------------------------- | -------------------------------- | ------------------------------ | ------------------------------ |
| Tên Unicode         | CYRILLIC CAPITAL LETTER KOMI NJE | CYRILLIC CAPITAL LETTER KOMI NJE | CYRILLIC SMALL LETTER KOMI NJE | CYRILLIC SMALL LETTER KOMI NJE |
| Mã hóa ký tự        | decimal                          | hex                              | decimal                        | hex                            |
| Unicode             | 1290                             | U+050A                           | 1291                           | U+050B                         |
| UTF-8               | 212 138                          | D4 8A                            | 212 139                        | D4 8B                          |
| Tham chiếu ký tự số | &#1290;                          | &#x50A;                          | &#1291;                        | &#x50B;                        |